# Celia Rose Gooding
Celia Rose Gooding (New York, 20 februari 2000) is een Amerikaanse actrice en zangeres.

## Biografie
Gooding werd geboren op 20 februari 2000 in New York en groeide er op. Ze is de dochter van actrice, zangeres en danseres LaChanze uit haar eerste huwelijk. Haar vader was effectenhandelaar Calvin J. Gooding, die omkwam bij de aanslagen op 11 september 2001.
Ze volgde acteren aan de Hackley School in Tarrytown. Daarna studeerde ze acteren en film aan het Berridge Conservatorium in Brix (Frankrijk) en dans aan het Alvin Ailey Institute in New York. In 2018 begon ze met een studie muziektheater aan de Pace University in New York.
Vanaf mei 2018 speelde ze een van de hoofdrollen in de jukeboxmusical Jagged Little Pill, gebaseerd op het gelijknamige album van Alanis Morissette, eerst in Cambridge en van 2019 tot en met 2020 op Broadway.
Sinds 2022 speelt ze de hoofdrol van Nyota Uhura in de Star Trek-televisieserie Star Trek: Strange New Worlds.